# برج قرمز
برج قرمز یک برج تاریخی در شهر آلانیا ترکیه است. این ساختمان به عنوان نماد شهر آلانیا است و حتی در پرچم شهر آلانیا به کار رفته است.

## تاریخچه
ساخت ساختمان برج در اوایل دوره سلطنت سلطان سلجوقی علاالدین کیقباد اول شروع و در سال ۱۲۲۶ کامل شد. سلطان کیقباد، معمار برجسته ابو علی رها از شهر حلب سوریه را برای کامل کردن ساختمان برج به آلانیا آورد. برج قرمز هشت ظلعی آجری از کارخانه کشتی سازی که به تاریخ ۱۲۲۱ بازمیگردد محافظت می‌کند.
نام برج از آجرهای بیشتر به رنگ قرمزی است که در ساختن آن بکار رفته است. ساختمان برج قرمز به ارتفاع ۳۳ متر (۱۰۸ فوت) و عرض ۱۲٫۵ متر (۴۱ فوت) است. این برج به عنوان یکی از بهترین نمونه‌های معماری نظامی قرون وسطی به جا مانده است و بهترین ساختمان حفاظت شده از دوره سلجوقی در شهر آلانیا می‌باشد. مانند بسیاری از ساختمان‌های واقع در شهر، در بالای برج قرمز پرچم ترکیه به اهتزاز در آمده است. در سال ۱۹۷۹ موزه قوم نگاری آلانیا در داخل برج افتتاح شد. این برج در پشت اسکناس‌های ۲۵۰۰۰۰ لیری ترکیه از سال ۱۹۹۲ تا ۲۰۰۵ نقش شده است.

## نگارخانه

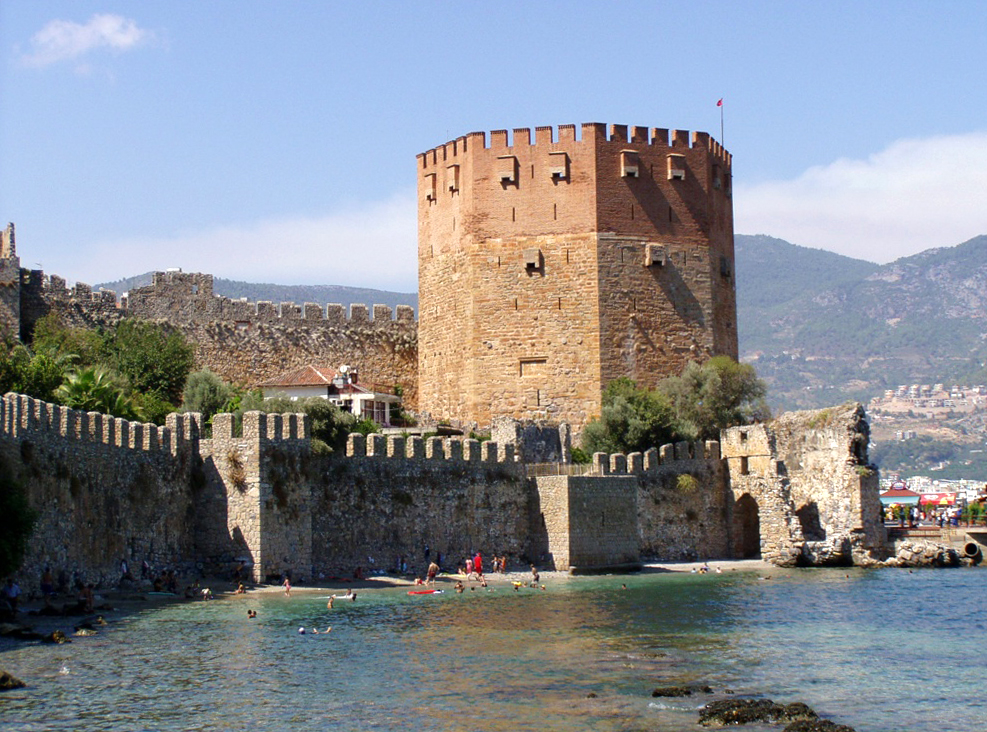
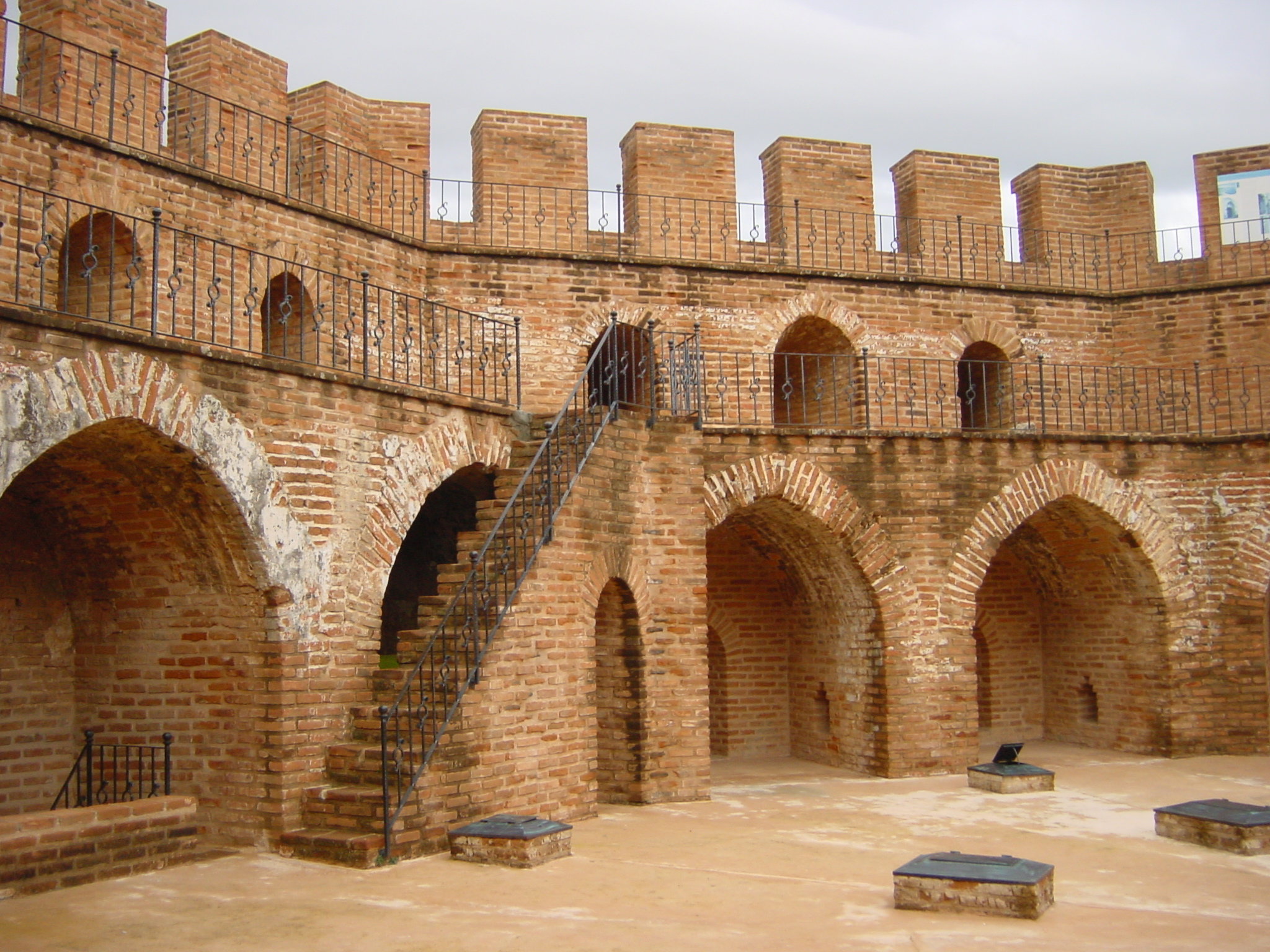
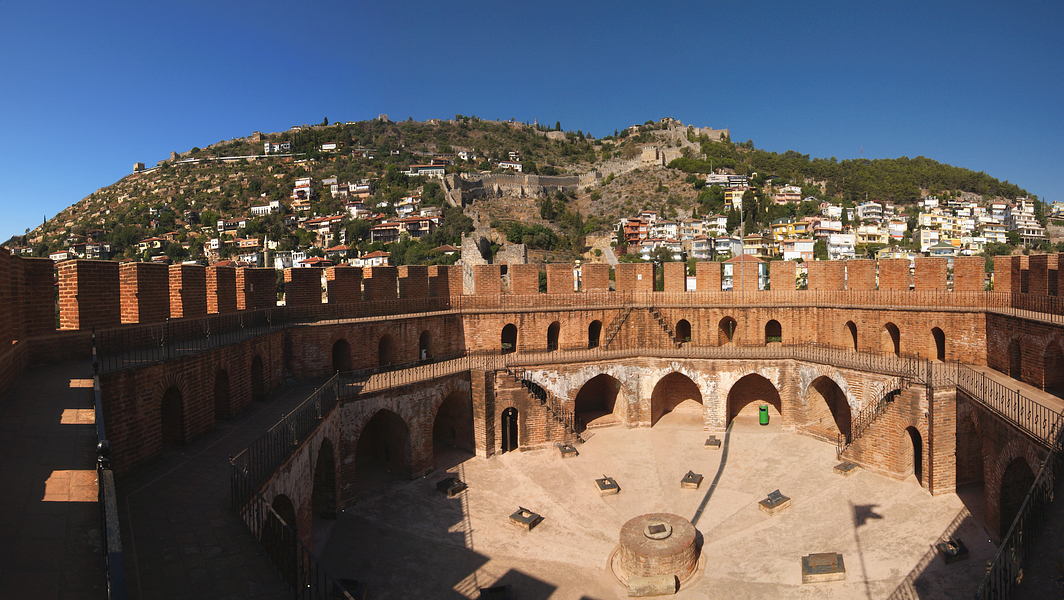
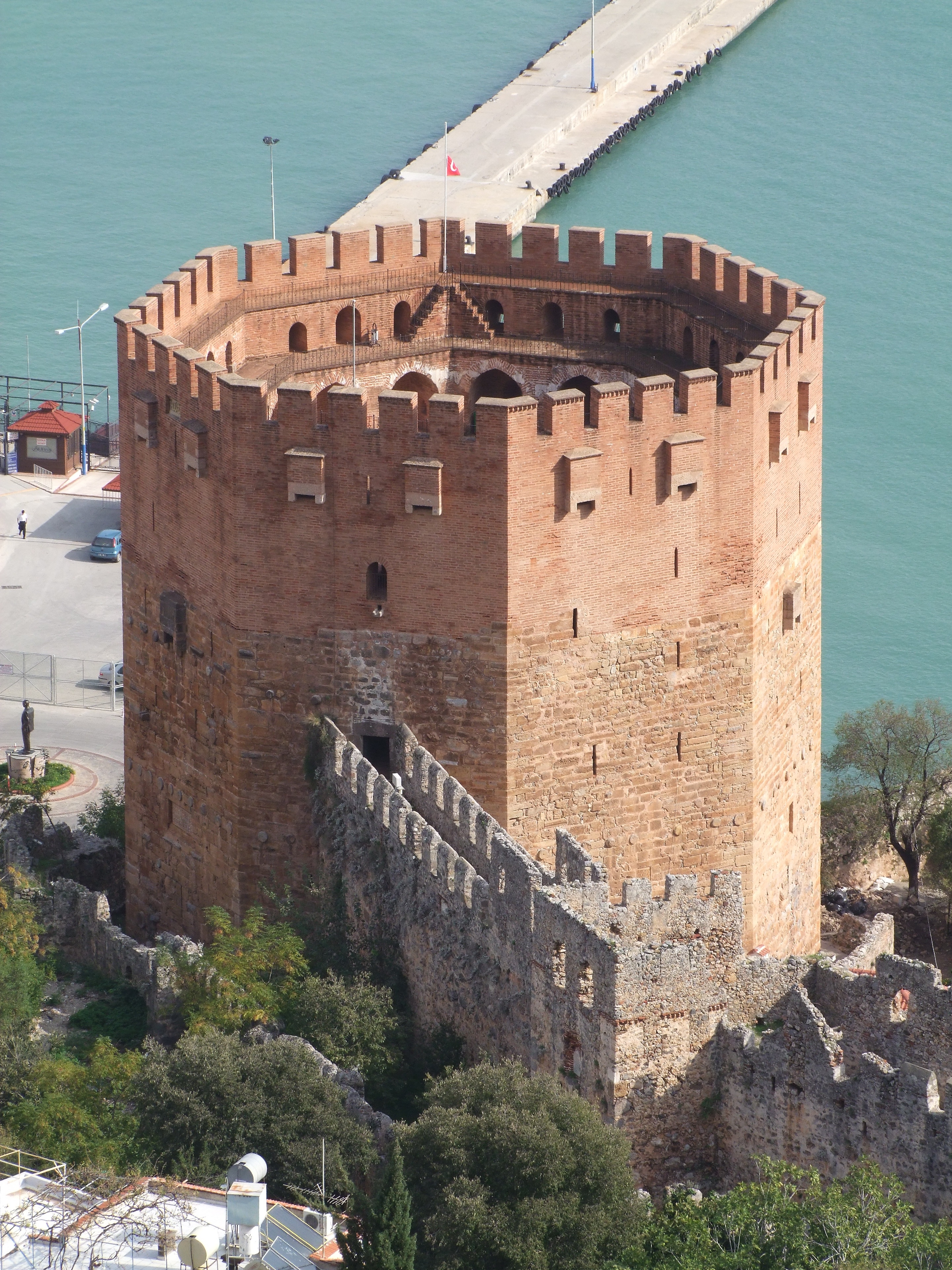